# Jasuhiro Nakasone
Jasuhiro Nakasone (Japonščina: 中曽根 康弘 Nakasone Yasuhiro), japonski politik, * 27. maj 1918, Takasaki † 29. november 2019, Tokio, Japonska.
Novembra 1982 je postal predsednik vlade Japonske. Nakasone si je kot premier skušal okrepiti vezi Japonske z ZDA tako med vladavino predsednika Ronalda Reagana, da je povečal prispevek Japonske k lastni obrambi in znižal japonske trgovinske ovire do ameriškega blaga. Precej domoljubno je Nakasone poskušal povečati ugled Japonske kot ene izmed vodilnih svetovnih gospodarskih sil s pogostimi potovanji v tujino z namenom podeliti japonske zaveznike. 6. Novembra 1987 je iz napovedal odstop z mesta premierja. 6. Novembra 1987 ga je nasledil Noburu Takešita.
Med letoma 1982 in 1987 je bil predsednik japonske Liberalno-demokratske stranke (自民党).
29. november 2019 je Nakasone v umrl je ob 0:01, v Tokio ob starosti 101 let.

## Časti
Nakasone je prejel naslednje nagrade:
- Viteški Veliki križ reda Isabele Katoliške
- Grand Kordonskega Reda Chrysanthemum